# Duỗi tóc

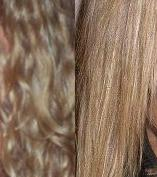
Tóc một phụ nữ, trước và sau khi duỗi

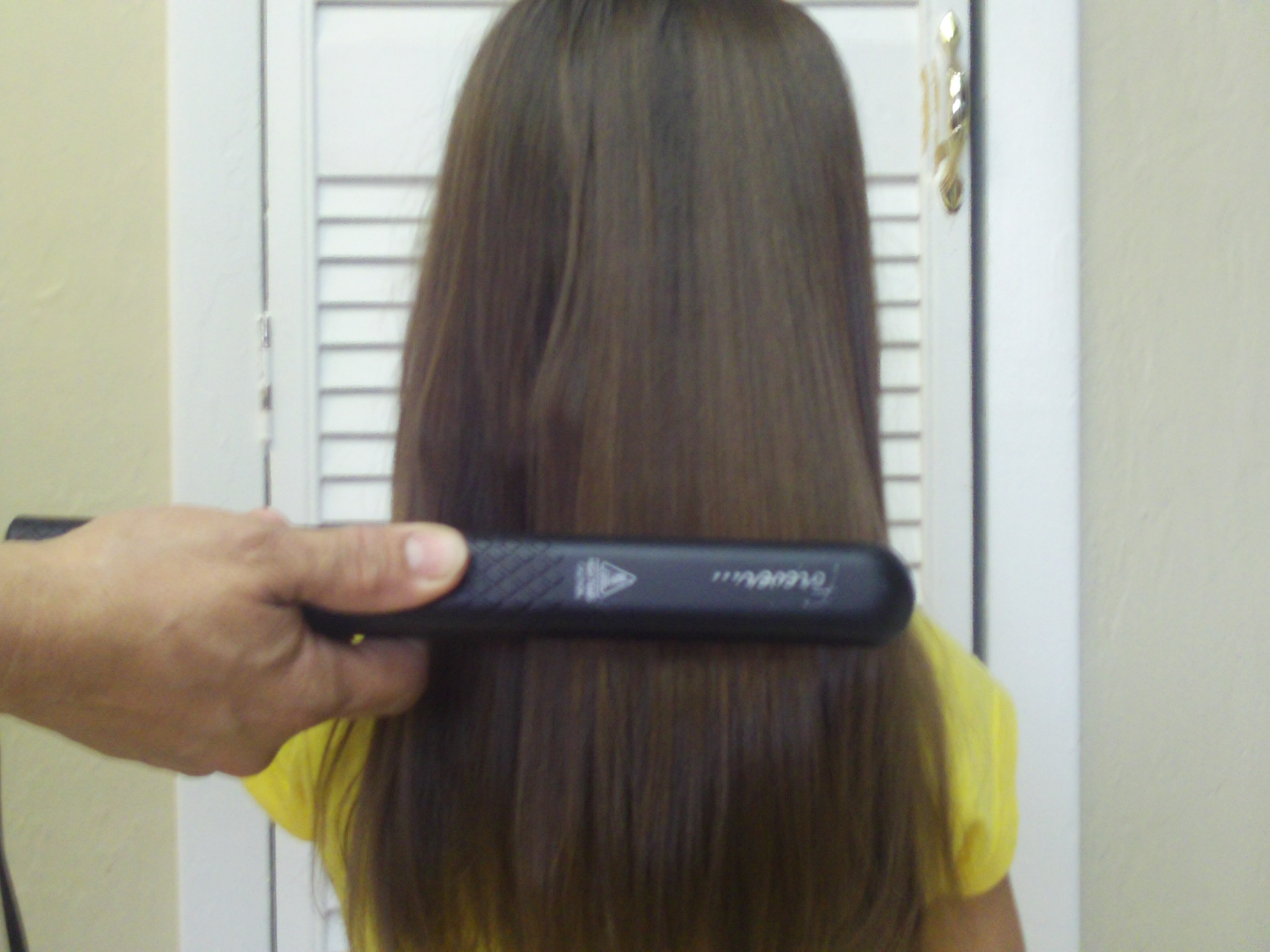
Duỗi tóc bằng lược kẹp nóng

Duỗi tóc là một kỹ thuật tạo kiểu tóc có liên quan đến việc làm phẳng và thẳng tóc để làm cho tóc mượt và mịn, các sợi tóc sắp xếp hợp lý, và có kiểu dáng đẹp. Nó có thể được thực hiện bằng cách sử dụng nhiệt hay hơi nước, như dùng bàn ủi tóc và lược nóng, kẹp định hình tóc bằng nhiệt hoặc dùng hóa chất như hóa chất, keo thẳng tóc Nhật Bản, hoặc thuốc duỗi tóc Brasil. Ngoài ra, một số dầu gội đầu và gel tóc có thể giúp để làm cho tóc thẳng tạm thời. Phụ nữ các nước Đông Nam Á thường ưa chuộng duỗi tóc như một phương pháp làm đẹp, như tại Mã Lai và Philippines.
Bàn ủi (bàn là) tóc và lược nóng, chỉ có thể tạm thời thay đổi kết cấu của tóc, trong khi các hóa chất và các phương pháp khác có thể làm thay đổi vĩnh viễn cấu trúc của tóc, mặc dù sự phát triển tóc mới không bị ảnh hưởng. Tuy nhiên, việc lạm dụng hóa chất cũng có thể dẫn đến những nguy cơ về sức khỏe, tổn hại da đầu và làm rụng tóc và có thể gây ung thư. Nhất là khi chọn những loại thuốc duỗi không có nguồn gốc xuất xứ rõ ràng, hoặc có chứa Formaldehyde.

## Lịch sử
Làm tóc thẳng bằng cách sử dụng một chiếc lược nóng, kẹp nhiệt và keo có một lịch sử lâu dài giữa các phụ nữ và nam giới có nguồn gốc từ châu Phi, được phản ánh trong sự thành công thương mại lớn của lược nóng chải thẳng, phổ biến bởi Madam CJ Walker vào đầu những năm 1900 . Mặc dù trong thực tế có đôi lúc có vài vấn đề gây tranh cãi trong các cuộc thảo luận về bản sắc chủng tộc, việc đến các phòng salon làm tóc đã trở thành phổ biến trong giới người da màu, đóng một vai trò xã hội quan trọng đặc biệt đối với phụ nữ 

## Quy trình duỗi tóc thẳng
Một quy trình duỗi tóc có thể bao gồm 9 công đoạn:
1. Gội đầu sạch: Không dùng dầu gội
2. Sấy cho tóc còn hơi ẩm
3. Bôi keo hay thuốc duỗi: Nên chọn thuốc có xuất xứ rõ ràng, không chứa các độc tố và bôi cách da đầu ít nhất 1.5 cm. Khi bôi thuốc xong phải xịt một dung dịch cân bằng độ pH 5.5
4. Xả tóc
5. Kẹp tóc thẳng: Phải điều chỉnh nhiệt độ phù hợp
6. Bôi thuốc dập: Thường là xịt thêm dung dịch dưỡng ẩm và chống quéo cũng như cân bằng độ pH.
7. Xả tóc và sấy khô
8. Kẹp sơ lại
9. Bôi một lớp nước dưỡng:

Sau 2 ngày mới nên gội đầu, và trong 10 ngày đầu tránh dùng dầu gội đầu.

## Các phương pháp phổ biến
- Phương pháp Nhật Bản:
- Phương pháp Brazil:
- Phương pháp Mỹ:

## Ảnh hưởng sức khỏe
Cơ quan Bảo vệ Sức khỏe và An toàn Lao động Hoa Kỳ (OSHA) khuyến cáo các chủ tiệm làm tóc sử dụng sản phẩm không chứa: formaldehyde, glycol methylene, formalin, oxit methylene, paraform, aldehyde formic, methanal, oxomethane, oxymethylene . Formaldehyde đã được xác định là chất gây ung thư và OSHA đã tìm thấy bằng chứng về độ nguy hiểm cao của formaldehyde trong không khí tại các tiệm sử dụng các sản phẩm ép duỗi tóc thẳng - ngay cả khi sản phẩm này ghi "free formaldehyde" (không có formaldehyde) trên nhãn . Vào cuối năm 2010, Canada cũng đã cảnh báo công dân mình về kỹ thuật ép duỗi tóc sau khi phát hiện các vấn đề sức khỏe liên quan như rụng tóc, phát ban, phồng rộp…, và tại châu Âu, hơn 1.000 hóa chất đã bị cấm sử dụng trong mỹ phẩm, nhiều chất trong số này gây ung thư và ảnh hưởng xấu tới khả năng sinh sản .